# Nordkapp (municipi)
|  | Aquest article és sobre el municipi. Per veure el cap homònim més septentrional d'Europa, vegeu Cap Nord. |

Nordkapp (literalment en noruec: Cap Nord; en sami septentrional: Davvinjárga o Nordkáhppa; en kven: Kappa o Nordkappa) és un municipi situat al comtat de Finnmark, Noruega. El centre administratiu del municipi és el poble de Honningsvåg, on viuen la majoria dels residents. El municipi inclou les localitats de Gjesvær, Kåfjord, Kamøyvær, Kjelvik, Nordvågen, Repvåg, Skarsvåg i Valan.
Uns 200.000 turistes visiten Nordkapp anualment durant els dos o tres mesos d'estiu. Els principals atractius turístics són el Cap Nord i el proper Knivskjellodden. El Cap Nord es va fer famós quan l'explorador anglès Richard Chancellor el rodejà l'any 1553 durant el seu intent de trobar una ruta marítima a través del Pas del Nord-est.

## Informació general

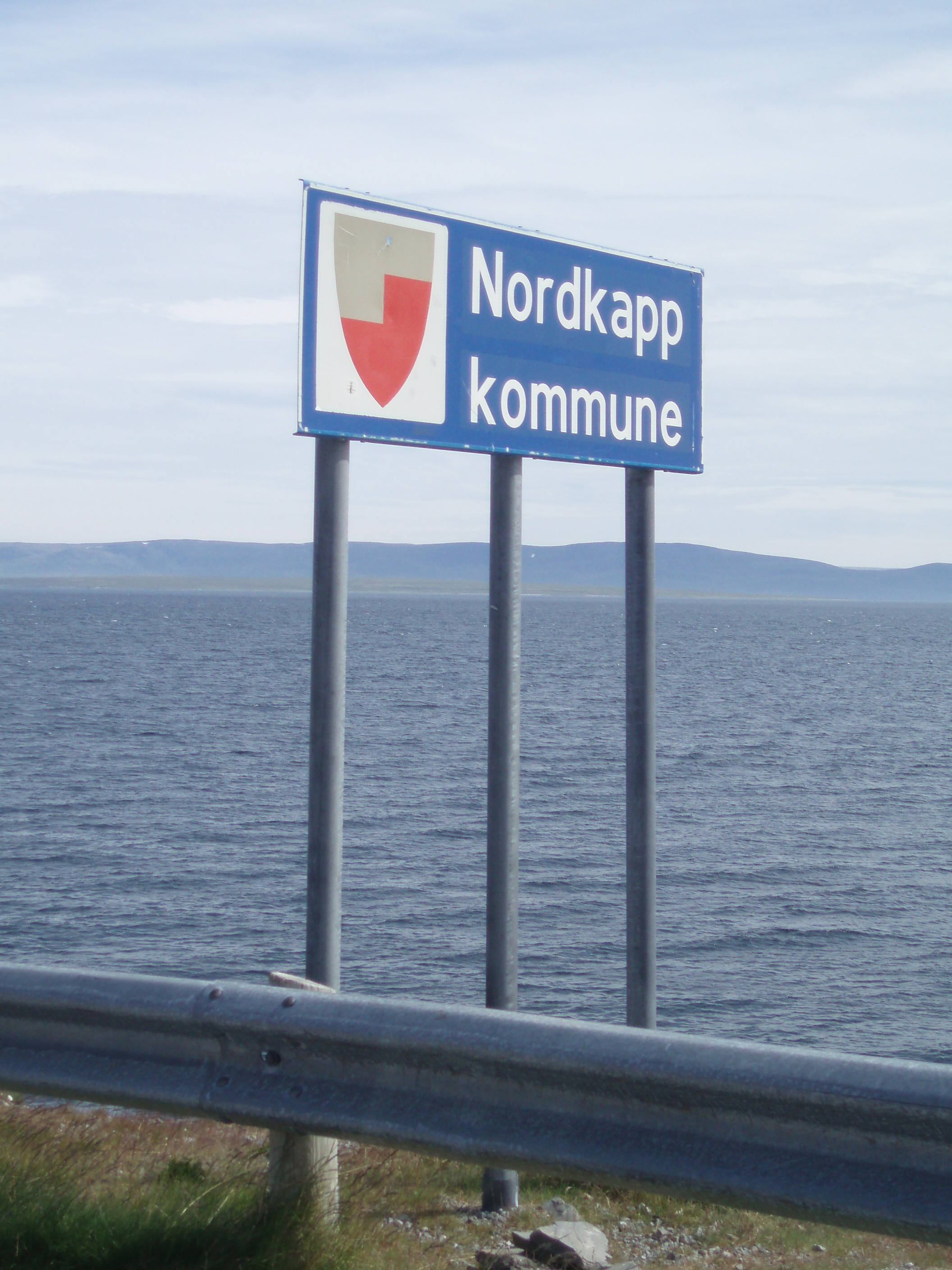
Entrada al municipi a la riba del fiord de Porsanger

L'1 de juliol de 1861, el districte nord del municipi de Kistrand es va separar per formar el nou municipi de Kjelvik. Inicialment, el municipi que abasta l'àrea al voltant de l'extrem nord del fiord de Porsanger, incloent part de l'illa de Magerøya, i al principi tenia 345. El nom del municipi va ser canviat de Kjelvik a Nordkapp el 1950. L'1 de gener de 1984, la part occidental de l'illa de Mageroya, així com les petites illes dels voltants de Gjesværstappan van ser traslladades des de Måsøy a Nordkapp.

### Nom
Nordkapp és una norueguització que des del 1553 duu el nom anglès North Cape; l'anterior nom en nòrdic antic del cap Knyskanes. El nom original del municipi era Kjelvik, que rebia el seu nom d'una vila marinera que tenia aquest nom. No obstant, el poble de Kjelvik fou completament destruït pels alemanys el 1944, durant la Segona Guerra Mundial, i mai fou reconstruït. Com a resultat, el nom Kjelvik es canvià pel de Nordkapp l'any 1950.

### Escut
L'escut de Nordkapp és un escut modern, del 19 d'octubre de 1973. El dibuix de l'escut mostra el perfil del penya-segat de cap Nord, el punt (gairebé) més septentrional d'Europa amb l'excepció del Knivskjellodden, un cap molt proper però menys espectacular. A més, es representa sota un cel daurat en referència al sol de mitjanit.

### Esglésies
L'Església de Noruega té una parròquia (sokn) dins del municipi de Nordkapp. És part del deganat Hammerfest a la Diòcesi de Nord-Hålogaland .
| Parròquia (Sokn) | Nom de l'església       | Localització de l'església | Any de construcció |
| ---------------- | ----------------------- | -------------------------- | ------------------ |
| Nordkapp         | Capella de Gjesvær      | Gjesvær                    | 1960               |
| Nordkapp         | Església de Honningsvåg | Honningsvåg                | 1885               |
| Nordkapp         | Capella de Repvåg       | Repvåg                     | 1967               |
| Nordkapp         | Església deSkarsvåg     | Skarsvåg                   | 1961               |

## Geografia

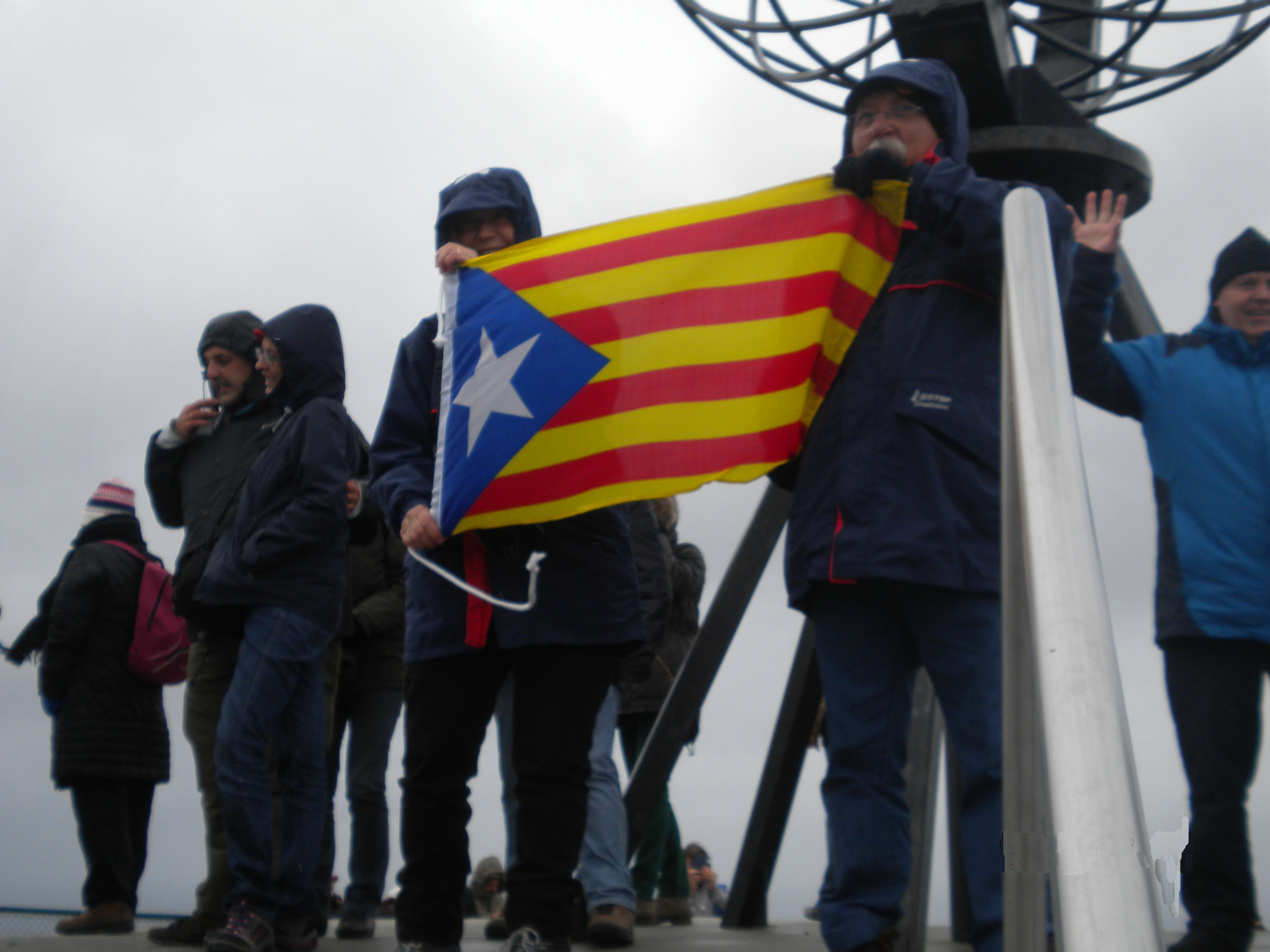
Grup de catalans estenent l'estelada al Cap Nord

El municipi comprèn principalment l'illa de Magerøya, així com les illes de Gjesværstappan, a més de zones continentals a ambdues ribes del fiord de Porsanger. Nordkapp és fronterer amb els municipis de Måsøy, Porsanger i Lebesby.

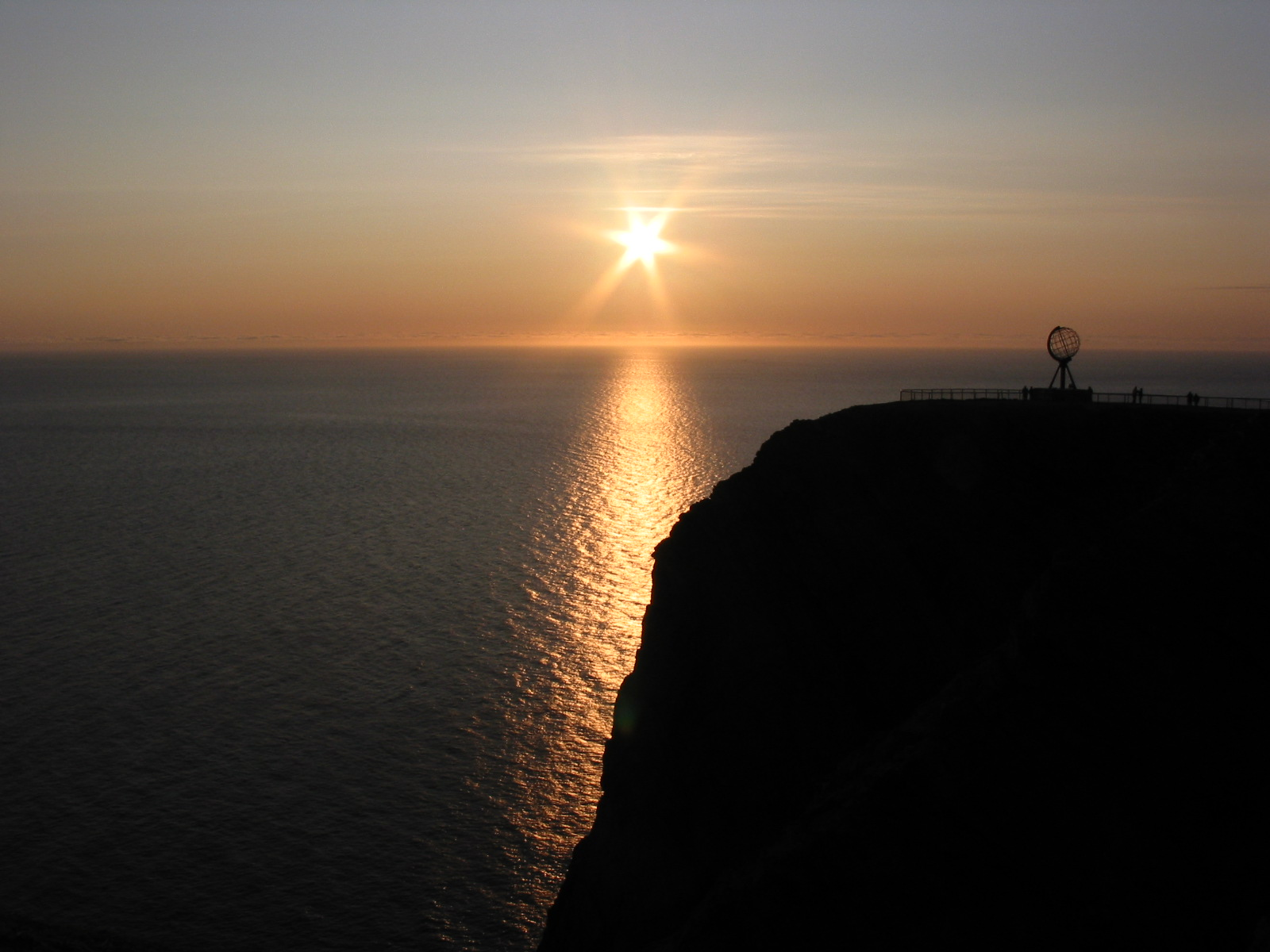
Sol de mitjanit darrere del Cap Nord

### Cap Nord
El lloc més famós del municipi, que de fet li dona nom, és el Cap Nord (Nordkapp). Aquest penya-segat de 307 metres d'altura que es coneix com el punt més septentrional d'Europa, però, això no és exacte; el veritable punt de la part continental d'Europa septentrional és el Kinnarodden, a 71 ° 08 '02 " N. Si es permetés que el punt més septentrional d'Europa fos en una illa, llavors tampoc seria el Cap Nord; seria el Cap Fligely, a la Terra de Francesc Josep, Rússia, que es troba molt més al nord a 81 ° 48 '24 " N.
El Cap Nord és, però, el punt més al nord a la qual s'hi pot conduir en cotxe.

## Fauna

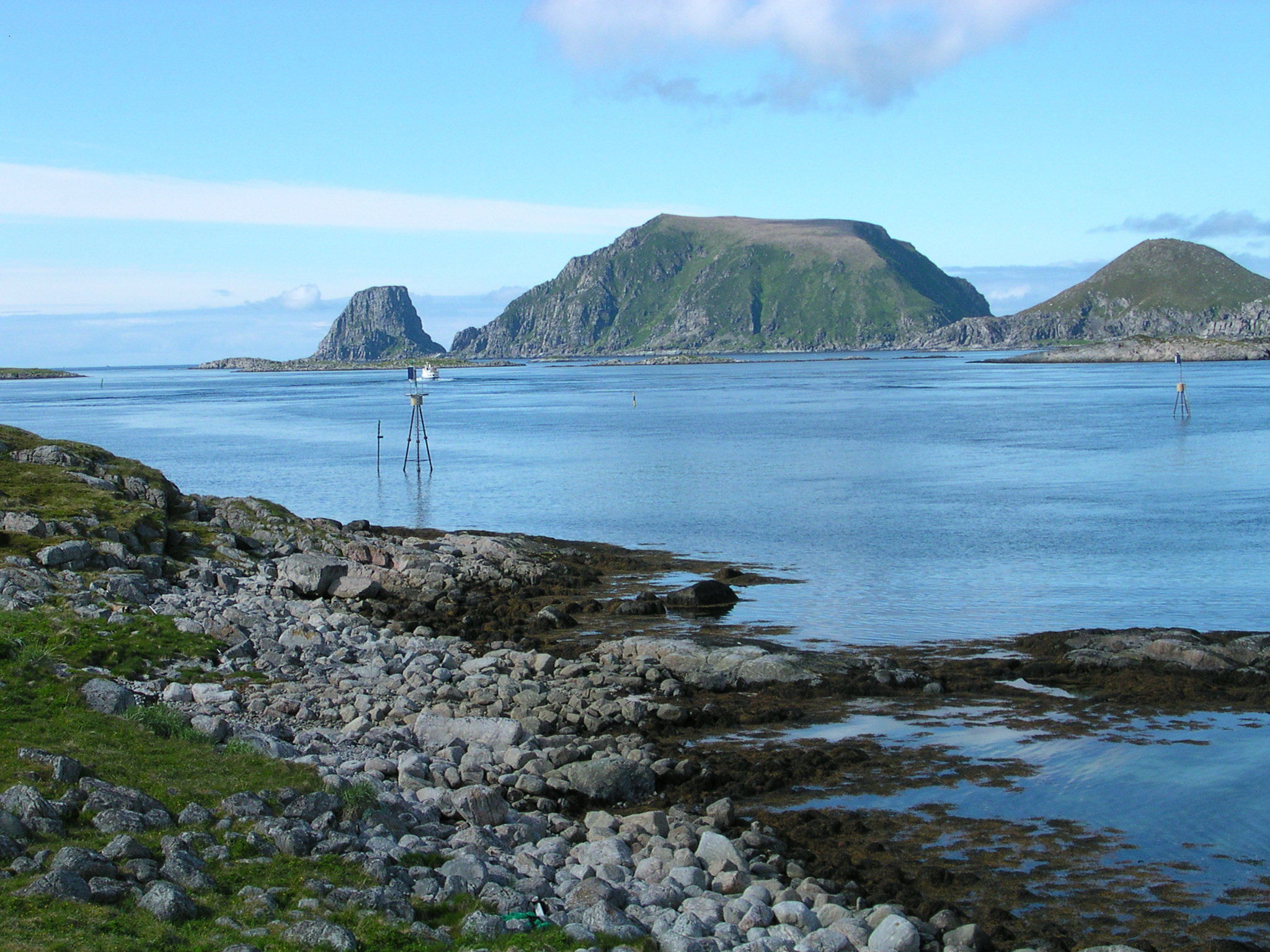
Les illes Gjesværstappan amb colònies d'aus a les platges

Nordkapp és un territori predominantment costaner i dedicat tradicionalment a la pesca. Com molts altres municipis de Troms og Finnmark, Nordkapp és el lloc de nidificació de grans bandades d'aus marines. El petit grup d'illes anomenat Gjesværstappan, prop de Gjesvær, a l'oest de Magerøya, és un dels més coneguts, amb almenys 2.500 parelles de gavot i importants colònies de fraret atlàntic i mascarell comú. També és possible observar foques a les costes.
Lluny de la costa, el paisatge que presenta Nordkapp és principalment el de tundra. Hi ha nombrosos llacs i aiguamolls en què viuen altres espècies d'aus, com l'ànec glacial (Clangula hyemalis). També hi ha rens, pasturats pels sami, encara que es troben pràcticament en llibertat.

## Transports
A causa del trànsit turístic pesat en els estius, Nordkapp compta amb una àmplia infraestructura de transport per a un petit municipi a tanta distància. L'aeroport de Honningsvåg, Valan es troba just al nord de la localitat de Honningsvåg, amb connexions diàries a Tromsø. La carretera europea E69 discorre al nord del municipi de Porsanger al Cap Nord. El túnel del Cap Nord connecta el continent a l'illa de Magerøya. El túnel de Honningsvåg passa per una gran muntanya prop de Honningsvåg.

## Fills il·lustres
- Idar Kristiansen, escriptor.
- Gunnar Stålsett, ex-bisbe de la diòcesi d'Oslo i polític del Partit de Centre (SP).
- Bjarne Holst (1944–1993), artista surrealista (Honningsvåg).
- Knut Erik Jensen (1940), cineasta (Honningsvåg).